# مكاتب جوسون الثلاثة
المكاتب الثلاثة هي ثلاثة مكاتب حكومية في عهد مملكة جوسون وظيفتها مراقبة الملك والمسؤولين وسير الحياة السياسية. هذه المكاتب هي:
- مكتب المستشارين الخاص (هونغمنغوان - 홍문관).
- مكتب الرقابة (ساغانوون - 사간원).
- مكتب المفتش العام (ساهونبو - 사헌부).